# 1. hokejová liga SR 1996/1997
1. hokejová liga SR 1996/1997 byla čtvrtou sezónou 1. hokejové ligy na Slovensku, které se zúčastnilo 12 týmů. První čtyři mužstva postoupila do baráže, které se zúčastnily také čtyři nejhorší týmy ze základní části Slovnaft extraligy. Ostatní týmy hrály o umístění. Vítězem základní části a po úspěšné baráži rovněž postupujícím týmem se stal HKm Zvolen a dalším týmem, který v baráži uspěl, byl klub HK 36 Skalica. Nahradili je sestupující ŠK Iskra Banská Bystrica a Spartak Dubnica nad Váhom. Do 2. hokejové ligy sestoupil tým HK VTJ Marat Piešťany a naopak do 1. hokejové ligy postoupil tým HK VTJ Wagon Slovakia Trebišov.
Před sezónou se tým Spartak BEZ Bratislava přejmenoval na ŠHK Danubia 96 Bratislava.

## Základní část
| Vysvětlivka                  |
| ---------------------------- |
| Postup do baráže o extraligu |
| Skupina o umístění           |

| Poř. | Tým                       | Z  | V  | R | P  | VG  | OG  | B  |
| ---- | ------------------------- | -- | -- | - | -- | --- | --- | -- |
| 1.   | HKm Zvolen                | 34 | 24 | 4 | 6  | 140 | 79  | 52 |
| 2.   | HK 36 Skalica             | 34 | 23 | 3 | 8  | 163 | 93  | 49 |
| 3.   | HK VTJ Prešov             | 34 | 22 | 4 | 8  | 148 | 79  | 48 |
| 4.   | HC VTJ MEZ Michalovce     | 34 | 21 | 3 | 10 | 120 | 82  | 45 |
| 5.   | HC VTJ Telvis Topoľčany   | 34 | 18 | 6 | 10 | 129 | 101 | 42 |
| 6.   | MHC Nitra                 | 34 | 13 | 6 | 15 | 112 | 117 | 32 |
| 7.   | ŠHK Danubia 96 Bratislava | 34 | 11 | 7 | 16 | 113 | 115 | 29 |
| 8.   | HK ŠKP Žilina             | 34 | 12 | 5 | 17 | 110 | 124 | 29 |
| 9.   | HC Dukla Nafta Senica     | 34 | 11 | 5 | 18 | 94  | 113 | 27 |
| 10.  | ŠK Matador Púchov         | 34 | 9  | 7 | 18 | 93  | 132 | 25 |
| 11.  | HK 31 Kežmarok            | 34 | 9  | 5 | 20 | 79  | 146 | 23 |
| 12.  | HK VTJ Marat Piešťany     | 34 | 3  | 1 | 30 | 71  | 191 | 7  |

## Baráž o extraligu
| Vysvětlivka                   |
| ----------------------------- |
| Týmy postupující do extraligy |

| Poř. | Tým                       | Z  | V | R | P  | VG | OG | B  |
| ---- | ------------------------- | -- | - | - | -- | -- | -- | -- |
| 1.   | MHC Nitra                 | 14 | 8 | 3 | 3  | 54 | 42 | 19 |
| 2.   | HK 36 Skalica             | 14 | 7 | 4 | 3  | 44 | 37 | 18 |
| 3.   | HK VTJ Spišská Nová Ves   | 14 | 8 | 2 | 4  | 52 | 34 | 18 |
| 4.   | HKm Zvolen                | 14 | 8 | 2 | 4  | 52 | 34 | 18 |
| 5.   | ŠK Iskra Banská Bystrica  | 14 | 6 | 4 | 4  | 46 | 39 | 16 |
| 6.   | HC VTJ MEZ Michalovce     | 14 | 3 | 4 | 7  | 36 | 48 | 10 |
| 7.   | Spartak Dubnica nad Váhom | 14 | 4 | 2 | 8  | 36 | 49 | 10 |
| 8.   | HK VTJ Prešov             | 14 | 0 | 3 | 11 | 27 | 64 | 3  |

## Skupina o umístění
| Vysvětlivka |
| ----------- |
| Sestupující |

| Poř. | Tým                       | Z  | V  | R  | P  | VG  | OG  | B  |
| ---- | ------------------------- | -- | -- | -- | -- | --- | --- | -- |
| 5.   | HC VTJ Telvis Topoľčany   | 48 | 23 | 10 | 15 | 184 | 151 | 56 |
| 6.   | HC Dukla Nafta Senica     | 48 | 20 | 7  | 21 | 156 | 156 | 47 |
| 7.   | ŠK Matador Púchov         | 48 | 18 | 10 | 20 | 145 | 169 | 46 |
| 8.   | ŠHK Danubia 96 Bratislava | 48 | 17 | 10 | 21 | 160 | 156 | 44 |
| 9.   | HK ŠKP Žilina             | 48 | 18 | 5  | 25 | 157 | 184 | 41 |
| 10.  | MHC Nitra                 | 48 | 16 | 9  | 23 | 159 | 179 | 41 |
| 11.  | HK 31 Kežmarok            | 48 | 13 | 7  | 28 | 125 | 192 | 33 |
| 12.  | HK VTJ Marat Piešťany     | 48 | 8  | 2  | 38 | 119 | 251 | 18 |